# Жертва алкоголя
«Жертва алкоголя» или «Поджигатели» (фр. Les Victimes de l'alcoolisme, 1902) — французский немой короткометражный художественный фильм Фернана Зекка.

## Сюжет
Фильм состоит из следующей последовательности сцен: счастливая семья рабочего дома за столом; улица, около кафе, приятель уговаривает рабочего зайти выпить; впервые у торговца вином; жена ищет торговца по кабакам; на чердаке, последствия пьянства, семья доведена до нищеты; сумасшедший дом, одиночная камера, белая горячка.

## Художественные особенности
Фильм является экранизацией романа Золя «Западня».
Весь фильм (даже уличные сцены) снимался в декорациях. Композиция и декорации пяти картин «Жертв алкоголизма» превосходны.
В фильме «…жесткий реализм Золя переплетается с мрачным юмором „а-ля Дюпюитрен“».